# 주시우다드델에스테 중화민국 총영사관

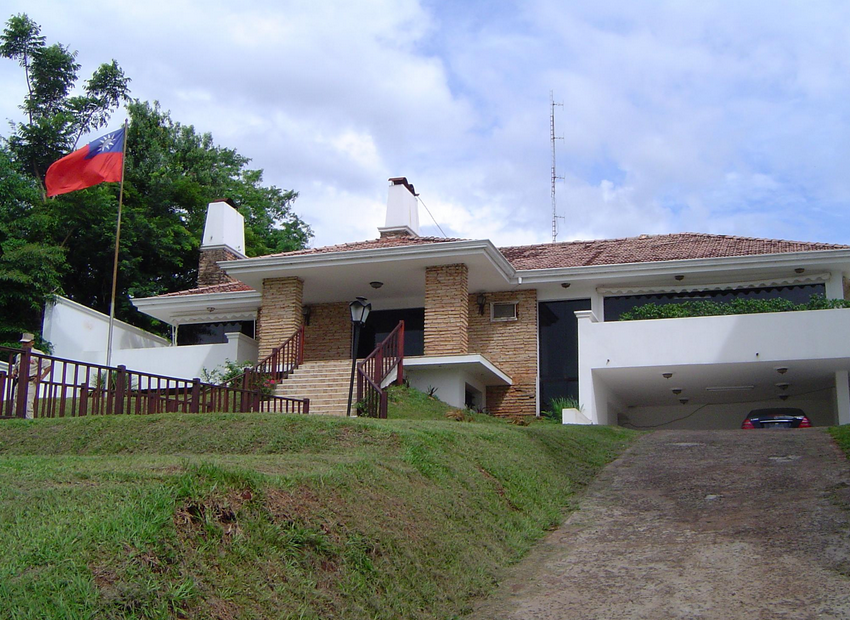
주시우다드델에스테 중화민국 총영사관

주시우다드델에스테 중화민국 총영사관(中華民國駐東方市總領事館)은 파라과이의 제2의 도시인 시우다드델에스테에 설치한 중화민국의 총영사관이다.
1957년 7월 12일에 양국간의 외교관계가 수립된 이후, 1988년 7월에 총영사관이 개설되었다. 개설 당시의 명칭은 주스트로에스네르시 중화민국 총영사관(中華民國駐史托斯納爾市總領事館) 이었으나 이후 현재의 명칭인 주시우다드델에스테 중화민국 총영사관으로 개칭되었다.

## 주소
Avda. Del Lago, Barrio Boquerón II, Ciudad del Este

## 같이 보기
- 주파라과이 중화민국 대사관